# Harmonischer Oszillator (Quantenmechanik)
Der harmonische Oszillator in der Quantenmechanik beschreibt, analog zum harmonischen Oszillator in der klassischen Physik, das Verhalten eines Teilchens in einem Potential der Form
{\displaystyle V(x)={\frac {1}{2}}kx^{2}={\frac {1}{2}}m\omega ^{2}x^{2}}.
mit {\displaystyle x} Auslenkung, {\displaystyle k} Richtgröße, {\displaystyle m} Masse, {\displaystyle \omega } Kreisfrequenz
Ein solches quadratisches Potential bezeichnet man auch als harmonisches Potential. Klassisch erhält man dieses Potential für ein System, dessen Rückstellkraft proportional zur Auslenkung aus der Ruhelage ist.
Da ein beliebiges Potential in der Nachbarschaft einer stabilen Gleichgewichtslage oft näherungsweise als harmonisches Potential beschrieben werden kann, ist dies eines der wichtigsten Modellsysteme in der Quantenmechanik. Zudem ist es eines der wenigen quantenmechanischen Systeme, für die eine genaue analytische Lösung bekannt ist.

## Hamilton-Operator und Eigenzustände im eindimensionalen Fall
Der Hamilton-Operator oder auch Energieoperator, der in der Quantenmechanik die Gesamtenergie (kinetische Energie + potentielle Energie) beschreibt, ist für den harmonischen Oszillator
{\displaystyle {\hat {H}}={\frac {{\hat {p}}^{2}}{2m}}+{\frac {m\omega ^{2}{\hat {x}}^{2}}{2}}=-{\frac {\hbar ^{2}}{2m}}\Delta +{\frac {m\omega ^{2}x^{2}}{2}}.}
Dabei ist {\displaystyle m} die Teilchenmasse und {\displaystyle \omega } die Eigenkreisfrequenz des Oszillators. In der hier gewählten Ortsdarstellung ist der Ortsoperator {\displaystyle {\hat {x}}=x} und der Impulsoperator {\displaystyle {\hat {p}}=-\mathrm {i} \hbar \nabla }. Die quadrierte Ortsableitung ist durch den Laplace-Operator {\displaystyle \nabla ^{2}=\Delta } ausgedrückt.
Die stationäre Schrödinger-Gleichung
{\displaystyle {\hat {H}}\psi _{n}(x)=E_{n}\psi _{n}(x)}
für den eindimensionalen harmonischen Oszillator lautet damit
{\displaystyle -{\frac {\hbar ^{2}}{2m}}\Delta \psi _{n}(x)+{\frac {1}{2}}m\omega ^{2}x^{2}\psi _{n}(x)=E_{n}\psi _{n}(x).}

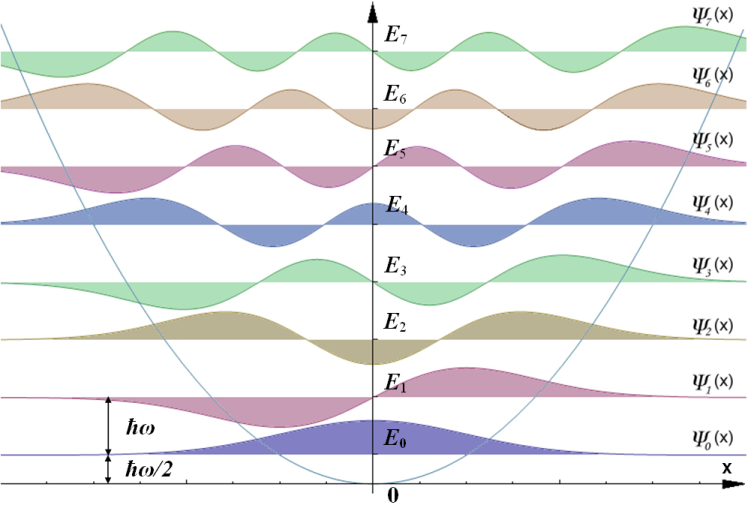
Orts-Wellenfunktionen eines Teilchens im harmonischen Potential in den Zuständen n=0…7

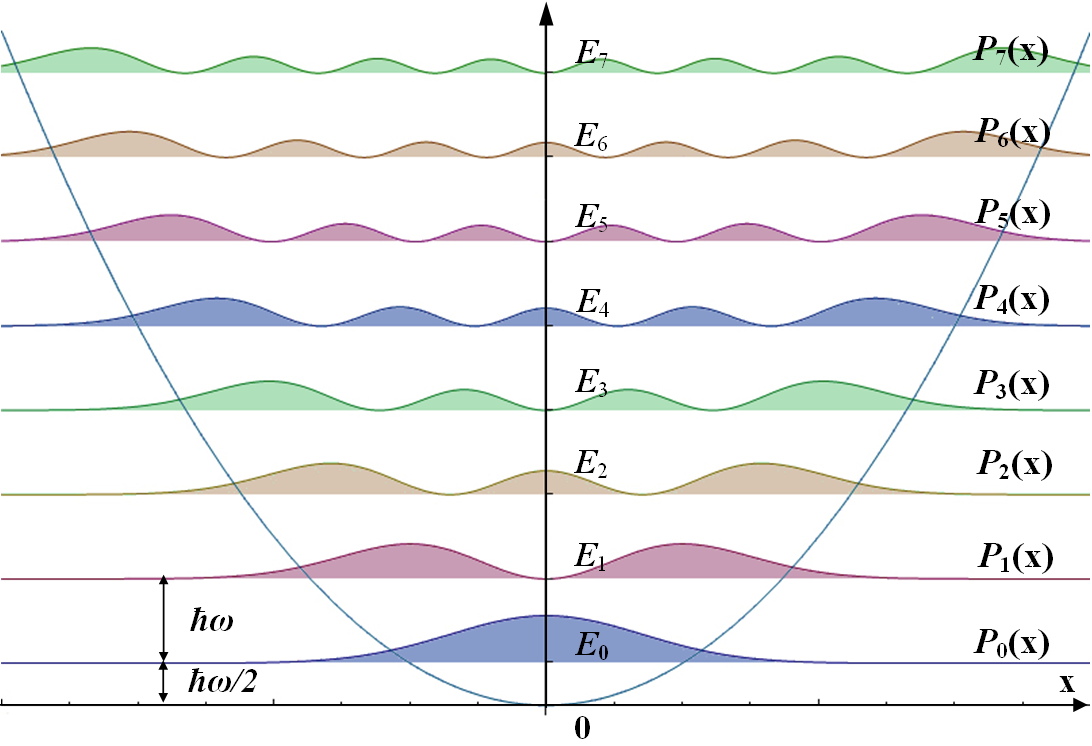
Zu den Orts-Wellenfunktionen gehörende Aufenthaltswahrscheinlichkeitsdichte.

Normierbare Lösungen dieser linearen Differentialgleichung ergeben sich nur für die Eigenwerte
{\displaystyle E_{n}=\hbar \omega \left(n+{\frac {1}{2}}\right)}.
Die Lösungsfunktionen, also die Energieeigenfunktionen des harmonischen Oszillators, sind die Hermite-Funktionen (Herleitung z. B. über die Leiteroperatormethode möglich, s. u.):
{\displaystyle \psi _{n}(x)=\left({\frac {m\omega }{\pi \hbar }}\right)^{\frac {1}{4}}{\frac {1}{\sqrt {2^{n}n!}}}H_{n}\!\left({\sqrt {\frac {m\omega }{\hbar }}}x\right)e^{-{\frac {1}{2}}{\frac {m\omega }{\hbar }}x^{2}}}.
Die charakteristische Längen-Konstante
{\displaystyle b={\sqrt {\frac {\hbar }{m\omega }}}}
wird als Oszillatorlänge bezeichnet und kann als natürliche Längeneinheit genutzt werden. Mit
{\displaystyle y={\frac {x}{b}}}
vereinfacht sich die letzte Formel zu
{\displaystyle \psi _{n}(x)=\left({\frac {1}{\pi b^{2}}}\right)^{\frac {1}{4}}{\frac {1}{\sqrt {2^{n}n!}}}H_{n}\!\left(y\right)e^{-{\frac {y^{2}}{2}}}}.

Dabei sind {\displaystyle H_{n}(y)} die Hermite-Polynome:
{\displaystyle H_{n}(y)=(-1)^{n}e^{y^{2}}{\frac {\mathrm {d} ^{n}}{\mathrm {d} y^{n}}}\left(e^{-y^{2}}\right)} oder äquivalent {\displaystyle H_{n}(y)=e^{\frac {y^{2}}{2}}\,\left(y-{\frac {\mathrm {d} }{\mathrm {d} y}}\right)^{n}\,e^{-{\frac {y^{2}}{2}}}\,,}
also
{\displaystyle {\begin{aligned}H_{0}(y)&=1\\H_{1}(y)&=2y\\H_{2}(y)&=(2y)^{2}-2=4y^{2}-2\\H_{3}(y)&=(2y)^{3}-6(2y)=8y^{3}-12y\\H_{4}(y)&=(2y)^{4}-12(2y)^{2}+12=16y^{4}-48y^{2}+12\\\ldots \end{aligned}}}
Der Grundzustand {\displaystyle n=0} hat die Form einer Gauß-Kurve mit der Operatorlänge {\displaystyle b} als Standardabweichung. Er bildet ein Wellenpaket, das nur aus einem Wellenberg besteht und das minimale Produkt aus Orts- und Impulsunschärfe aufweist:
{\displaystyle \psi _{0}(x)=\left({\frac {1}{\pi b^{2}}}\right)^{\frac {1}{4}}e^{-{\frac {1}{2}}{\frac {x^{2}}{b^{2}}}}}.
Die nebenstehende obere Grafik zeigt oben die ersten acht Wellenfunktionen {\displaystyle \psi _{n}(x)}, das Bild darunter deren Betragsquadrat, welche die Aufenthaltswahrscheinlichkeit des Teilchens angibt. Das gegebene harmonische Potential ist die blaue Parabel. Die Höhen der Nulllinien entsprechen den Energieniveaus, so dass ihre Schnittpunkte mit der Potentialkurve die Orte kennzeichnen, an denen ein klassisches Teilchen gleicher Energie umkehren würde. Der schnelle Abfall der Aufenthaltswahrscheinlichkeit im Außenbereich rührt in der Formel für die {\displaystyle \psi _{n}(x)} von dem Faktor {\displaystyle e^{-{\frac {1}{2}}{\frac {m\omega }{\hbar }}x^{2}}} her.

## Nullpunktenergie

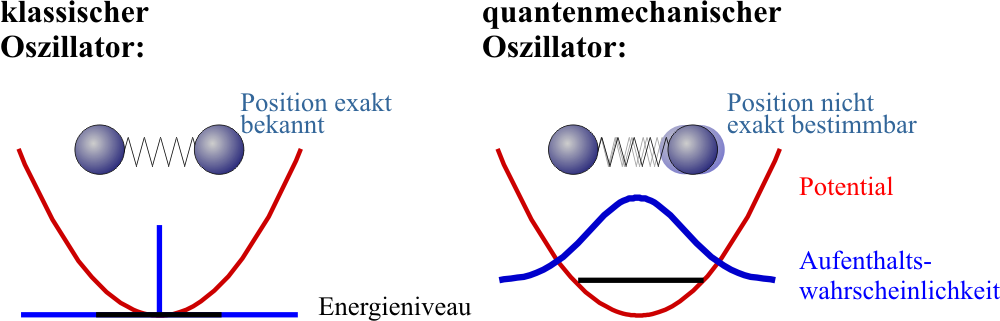
Vergleich zwischen klassischem und quantenmechanischem Oszillator

Der Zustand mit der niedrigsten Energie liegt somit {\displaystyle E_{0}={\frac {1}{2}}\hbar \omega } über dem Potentialminimum.
Dadurch ist das Teilchen in Übereinstimmung mit der heisenbergschen Unschärferelation nicht exakt bei {\displaystyle x=0,p=0} lokalisiert, wie man es von einem klassischen Oszillator erwarten würde. Man spricht hier von einer Nullpunktenergie bzw. Nullpunktsschwingung. In den Quantenfeldtheorien führt dies zu Vakuumfluktuationen.

## Die Leiteroperatormethode
Das Problem des harmonischen Oszillators in der Quantenmechanik lässt sich auch mithilfe der Methode der Erzeugungs- und Vernichtungsoperatoren behandeln. Sie wurde von Paul Dirac, basierend auf Arbeiten von Niels Bohr und Otto Wiener, entwickelt und wird auch algebraische Methode genannt.
Für diesen Lösungsweg definiert man den dimensionslosen Operator
{\displaystyle {\hat {a}}={\sqrt {\frac {m{\omega }}{2\hbar }}}\left({\hat {x}}+{\frac {i}{m\omega }}{\hat {p}}\right).}
Der adjungierte Operator ist dann
{\displaystyle {\hat {a}}^{\dagger }={\sqrt {\frac {m{\omega }}{2\hbar }}}\left({\hat {x}}-{\frac {i}{m\omega }}{\hat {p}}\right).}
Daraus folgt die Darstellung des Ortsoperators und des Impulsoperators durch
{\displaystyle {\hat {x}}={\sqrt {\frac {\hbar }{2m\omega }}}({\hat {a}}^{\dagger }+{\hat {a}})}
{\displaystyle {\hat {p}}=i{\sqrt {\frac {\hbar m\omega }{2}}}({\hat {a}}^{\dagger }-{\hat {a}})}.
Unter Benutzung der kanonischen Vertauschungsrelation {\displaystyle [{\hat {p}},{\hat {x}}]=-i\hbar } kann man den Hamiltonoperator dann durch das Produkt aus {\displaystyle {\hat {a}}} und {\displaystyle {\hat {a}}^{\dagger }} darstellen:
{\displaystyle {\hat {H}}=\hbar \omega \left({\hat {a}}^{\dagger }{\hat {a}}+{\frac {1}{2}}\right).}
Ebenso ergibt sich die Vertauschungsrelation {\displaystyle [{\hat {a}},{\hat {a}}^{\dagger }]=1}, mit der man die Operatoridentitäten
{\displaystyle {\hat {H}}{\hat {a}}^{\dagger }={\hat {a}}^{\dagger }({\hat {H}}+\hbar \omega )} und {\displaystyle {\hat {H}}{\hat {a}}={\hat {a}}({\hat {H}}-\hbar \omega )}
zeigen kann.
Angewandt auf einen Energieeigenzustand {\displaystyle |\psi \rangle }, ergeben diese Gleichungen, dass {\displaystyle {\hat {a}}^{\dagger }|\psi \rangle } ebenfalls ein Energieeigenzustand ist, und zwar zu einer um {\displaystyle \hbar \omega } höheren Energie. Entsprechend ist {\displaystyle {\hat {a}}|\psi \rangle } Eigenzustand zur um {\displaystyle \hbar \omega } niedrigeren Energie. Da die Anwendung dieser Operatoren die Energie des Zustandes um jeweils ein Energiequant verändern, bezeichnet man sie als Leiteroperatoren oder auch als Erzeugungs- und Vernichtungsoperatoren oder als Auf- und Absteigeoperatoren.
Da der Operator {\displaystyle {\hat {H}}} als Summe von Quadraten hermitescher Operatoren positiv definit ist, ist die Energie nach unten beschränkt. Wiederholte Anwendung des Absteigeoperators {\displaystyle {\hat {a}}} auf einen Eigenzustand würde aber zu negativen Eigenwerten der Energie führen, wenn dies nicht an einem Zustand {\displaystyle |\psi _{0}\rangle } dadurch abbricht, dass {\displaystyle {\hat {a}}|\psi _{0}\rangle } gleich dem Nullvektor ist. Dieser ist der Grundzustand, seine Eigenwertgleichung ist
{\displaystyle {\hat {H}}|\psi _{0}\rangle =\hbar \omega ({\hat {a}}^{\dagger }{\hat {a}}+1/2)\ |\psi _{0}\rangle ={\frac {1}{2}}\hbar \omega \ |\psi _{0}\rangle .}
Die Grundzustandsenergie ist also {\displaystyle \hbar \omega /2}. Der {\displaystyle n}-te angeregte Zustand ergibt sich durch {\displaystyle n}-fache Anwendung des Aufsteigeoperators: {\displaystyle |\psi _{n}\rangle ={\frac {1}{\sqrt {n!}}}\left({\hat {a}}^{\dagger }\right)^{n}|\psi _{0}\rangle }. (Der Vorfaktor ergibt sich aus der Forderung, dass die Eigenzustände normiert sein sollen.) Seine Energie ist {\displaystyle E_{n}=(n+1/2)\hbar \omega }. Zur Vereinfachung schreibt man die Eigenzustände zur Energie {\displaystyle E_{n}} auch einfach als {\displaystyle |n\rangle }. Aus der Darstellung von {\displaystyle {\hat {H}}} folgt, dass die Anwendung des Operators
{\displaystyle {\hat {n}}={\hat {a}}^{\dagger }{\hat {a}}}
auf Energieeigenzustände gerade die Zahl {\displaystyle n}, also die Anzahl der Energiequanten ergibt, weswegen er auch Anzahloperator genannt wird.
Eine besonders wichtige Eigenschaft der Kletteroperatoren ist diese:
{\displaystyle a^{\dagger }\left|n\right\rangle ={\sqrt {n+1}}\left|n+1\right\rangle }
{\displaystyle a\,\left|n\right\rangle ={\sqrt {n}}\left|n-1\right\rangle }
Statt aus der Schrödingergleichung lässt sich die Wellenfunktion {\displaystyle \psi _{0}(x)} des Grundzustands {\displaystyle |\psi _{0}\rangle } aus der Gleichung {\displaystyle {\hat {a}}|\psi _{0}\rangle =0} bestimmen, wenn man diese algebraische Gleichung in Ortsdarstellung als Differentialgleichung 1. Ordnung ausdrückt. In der Variable {\displaystyle y={\sqrt {\frac {m\omega }{\hbar }}}x={\frac {x}{b}}} geschrieben, lautet diese Gleichung
{\displaystyle \left[y+{\frac {\partial }{\partial y}}\right]\psi _{0}(y)=0}
und hat die leicht zu findende Lösung
{\displaystyle \psi _{0}(y)=const.\cdot e^{-{\frac {1}{2}}y^{2}}}.
Die Wellenfunktionen der angeregten Zustände erhält man durch {\displaystyle n}-fache Anwendung des Aufsteigeoperators auf {\displaystyle \psi _{0}(x)}.
Diese algebraische Methode ist eine der Grundlagen der zweiten Quantisierung und ebnete den Weg zur Quantenfeldtheorie. Weiteres hierzu ist unter Erzeugungs- und Vernichtungsoperator zu finden.

## Harmonische Schwingung eines Wellenpakets und Kohärenter Zustand

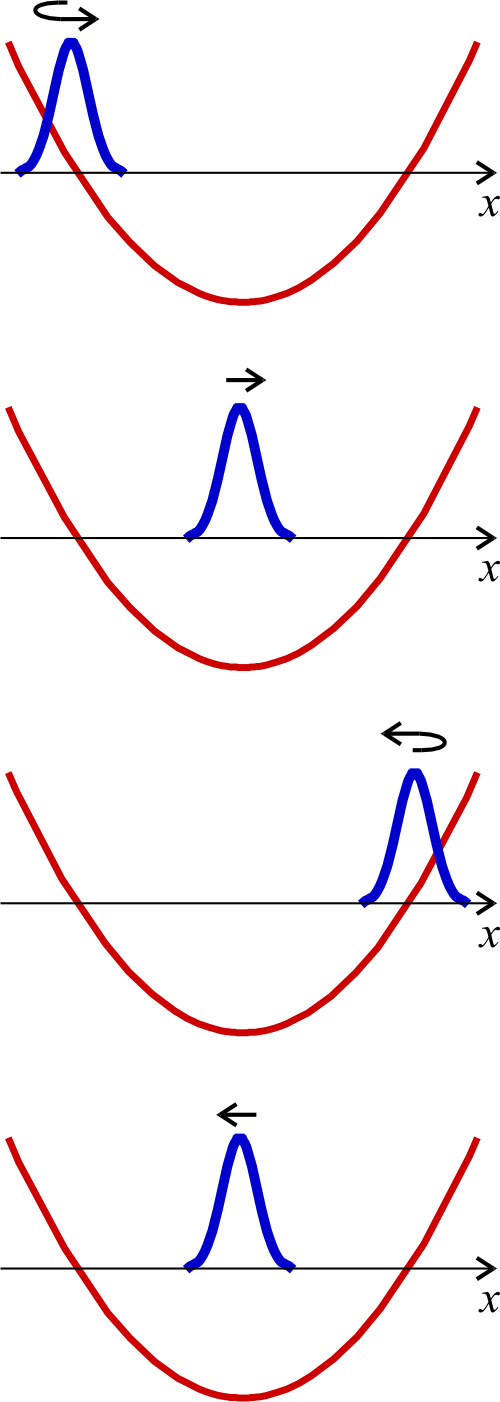
Zeitentwicklung (von oben nach unten) eines quasiklassischen Zustandes im harmonischen Potential

### Harmonische Schwingung
Setzt man ein Wellenpaket von der Form des Grundzustands {\displaystyle \psi _{0}} zur Zeit {\displaystyle t=0} mit dem Mittelpunkt an eine Stelle {\displaystyle X_{0}}, dann ist dessen Wellenfunktion durch
{\displaystyle \Psi (x,t=0)=\left({\frac {m\omega }{\pi \hbar }}\right)^{\frac {1}{4}}e^{-{\frac {m\omega }{2\hbar }}(x-X_{0})^{2}}}
gegeben. Beim Einsetzen in die Schrödingergleichung zeigt sich, dass dieses Wellenpaket in dem Parabelpotential eine harmonische Schwingung mit der Amplitude {\displaystyle X_{0}} und der Frequenz {\displaystyle \omega } ausführt, ohne dass die Form seiner Wahrscheinlichkeitsdichte {\displaystyle |\Psi (x,t)|} sich ändert (siehe Abbildung von oben nach unten). Das Wellenpaket verhält sich exakt wie ein klassisches Teilchen mit der Energie
{\displaystyle E_{\mathrm {klass.} }={\frac {1}{2}}m\omega ^{2}X_{0}^{2}},
die auch klassisch zu den Anfangsbedingungen {\displaystyle X_{0}} (bei {\displaystyle P_{0}=0}) gehört. Zu jedem Zeitpunkt erfüllen die Erwartungswerte {\displaystyle X(t)} und {\displaystyle P(t)} von Ort und Impuls die Energieerhaltung
{\displaystyle E_{\mathrm {klass.} }={\frac {1}{2m}}P(t)^{2}+{\frac {1}{2}}m\omega ^{2}X(t)^{2}}.
Gibt man dem Wellenpaket einen Anfangsimpuls {\displaystyle P_{0}}, dann heißt die Wellenfunktion
{\displaystyle \Psi (x,t=0)=\left({\frac {m\omega }{\pi \hbar }}\right)^{\frac {1}{4}}e^{-{\frac {m\omega }{2\hbar }}(x-X_{0})^{2}}\;e^{{\frac {i}{\hbar }}P_{0}x}}
und schwingt exakt wie ein klassisches Teilchen mit der Energie
{\displaystyle E_{\mathrm {klass.} }={\frac {1}{2m}}P_{0}^{2}+{\frac {1}{2}}m\omega ^{2}X_{0}^{2}},
die auch klassisch zu den Anfangsbedingungen {\displaystyle X_{0},\,P_{0}} gehört. Die Amplitude {\displaystyle X_{\text{max}}} ist die Auslenkung am Umkehrpunkt beim Impuls Null und ergibt sich aus
{\displaystyle E_{\mathrm {klass.} }={\frac {1}{2}}m\omega ^{2}X_{\text{max}}^{2}}.
Die Wellenfunktion {\displaystyle \Psi (x,t=0)} kann als Linearkombination der (normierten) Energie-Eigenfunktionen dargestellt werden:
{\displaystyle \Psi (x,t=0)=\sum _{0}^{\infty }c_{n}\psi _{n}(x)}.
Wenn die Anfangsbedingungen in einer dimensionslosen komplexen Zahl zusammengefasst werden:
{\displaystyle \alpha _{0}={\sqrt {\frac {m\omega }{2\hbar }}}\,X_{0}\;+\mathrm {i} {\sqrt {\frac {1}{2m\hbar \omega }}}\,P_{0}}
ergeben sich die Koeffizienten {\displaystyle c_{n}} in Abhängigkeit von {\displaystyle \alpha _{0}}
{\displaystyle c_{n}=e^{-{\frac {|\alpha _{0}^{2}}{2}}}\,{\frac {\alpha _{0}^{n}}{\sqrt {n!}}}}.
Diese Entwicklung folgt aus der Gleichung für die Erzeugende Funktion der Hermite-Polynome, wenn man diese mithilfe der oben angegebenen Formel für die Eigenfunktionen {\displaystyle \psi _{n}(x)} ausdrückt. Für {\displaystyle \alpha _{0}=0}, klassisch also die Ruhelage, verschwinden alle Amplituden {\displaystyle c_{n}} bis auf {\displaystyle c_{0}=1}, für {\displaystyle \Psi (x,t=0)} kommt richtig der Grundzustand heraus.
Die einzelnen Energieeigenzustände sind demnach mit den Gewichten
{\displaystyle |c_{n}|^{2}=e^{-\mu }\;{\frac {\mu ^{n}}{n!}}}
vertreten, worin der Parameter {\displaystyle \mu =E_{\mathrm {klass.} }/(\hbar \omega )=|\alpha _{0}|^{2}/2} die klassische Energie in Einheiten der Energiequanten angibt. Diese Formel gibt eine Poisson-Verteilung wieder, die ihr Maximum bei den Zahlen {\displaystyle n_{\text{max}}\approx \mu } hat, also denjenigen Quantenzahlen, die der klassischen Energie {\displaystyle E_{\mathrm {klass.} }} entsprechen. Die relative Standardabweichung um das Maximum ist {\displaystyle {\tfrac {1}{\sqrt {n_{\text{max}}}}}} und damit bei klassischen Systemen unbeobachtbar klein. Der quantenmechanische Erwartungswert der Energie ist
{\displaystyle \langle E\,\rangle =E_{\text{klass.}}+{\frac {1}{2}}\hbar \omega }
Das zeitliche Verhalten der Wellenfunktion erhält man, wenn jede Energieeigenfunktion mit ihrer Zeithabhängigkeit eingesetzt wird:
{\displaystyle \Psi (x,t)=\sum _{0}^{\infty }c_{n}\psi _{n}(x)\,e^{-\mathrm {i} (n+1/2)\omega t}}.
Dadurch ergeben sich ein gemeinsamer Phasenfaktor {\displaystyle e^{-\mathrm {i} \omega t/2}} und veränderte Koeffizienten
{\displaystyle c_{n}=e^{-{\frac {|\alpha _{0}|^{2}}{2}}}\,{\frac {(\alpha _{0}e^{-\mathrm {i} \omega t})^{n}}{\sqrt {n!}}}}.
Der Zustand {\displaystyle \Psi (x,t)} zu einer beliebigen Zeit sieht also genau so aus wie das Wellenpaket zur Zeit {\displaystyle t=0}, nur mit veränderter Anfangsbedingung {\displaystyle \alpha (t)=\alpha _{0}e^{-\mathrm {i} \omega t}}. Deren Veränderung ist eine Rotation in der komplexen Ebene, also ein harmonisches Oszillieren von Real- und Imaginärteil, d. h von Ort und Impuls.
Historische Anmerkung: Als Erwin Schrödinger im Frühjahr 1926 die Wellenmechanik entwickelte, stieß er schon früh auf dieses Beispiel für quasiklassisches Verhalten eines Wellenpakets. Er knüpfte daran die schließlich vergebliche Hoffnung, Teilchen generell als Wellenpakete ansehen zu können und somit die Quantenmechanik letztlich zu einem Zweig der klassischen Physik zu machen.

### Kohärenter Zustand
Der Zustand {\displaystyle \Psi } des oszillierenden Wellenpakets wird als kohärenter Zustand oder quasiklassischer Zustand bezeichnet und meist so geschrieben:
{\displaystyle \left|\alpha \right\rangle =e^{-{\frac {|\alpha |^{2}}{2}}}\sum _{n=0}^{\infty }{\frac {\alpha ^{n}}{\sqrt {n!}}}\left|n\right\rangle }
Er ist Eigenzustand zum (nicht hermiteschen) Absteigeoperator {\displaystyle {\hat {a}}} mit dem (komplexen) Eigenwert {\displaystyle \alpha }:
{\displaystyle {\hat {a}}\left|\alpha \right\rangle =\alpha \,\left|\alpha \right\rangle }
Die zeitliche Entwicklung des Zustands ist wegen
{\displaystyle \left|n(t)\right\rangle =e^{-\mathrm {i} \omega _{n}t}\cdot \left|n\right\rangle _{t=0}=e^{-\mathrm {i} \omega t/2}(e^{-\mathrm {i} \omega t})^{n}\cdot \left|n\right\rangle _{t=0}}
dadurch gegeben, dass der Parameter {\displaystyle \alpha \ [=\alpha _{0}]} durch {\displaystyle \alpha (t)=\alpha \cdot e^{-\mathrm {i} \omega t}} ersetzt wird und der Zustand mit dem (von {\displaystyle n} unabhängigen, also hier unerheblichen) Phasenfaktor {\displaystyle e^{-\mathrm {i} \omega t/2}} multipliziert wird:
{\displaystyle \left|\alpha (t)\right\rangle =e^{-\mathrm {i} \omega t/2}\cdot e^{-{\frac {|\alpha |^{2}}{2}}}\sum _{n=0}^{\infty }{\frac {\alpha (t)^{n}}{\sqrt {n!}}}\left|n\right\rangle }.
Der Parameter {\displaystyle \alpha (t)} läuft demnach in der komplexen Ebene auf einem Kreis um den Ursprung, so dass sein Realteil und sein Imaginärteil mit der Kreisfrequenz {\displaystyle \omega } um {\displaystyle \pi /2} phasenversetzt harmonisch oszillieren.
Der Zustand hat die gleiche Gestalt wie bei {\displaystyle t=0}, nur mit anderen Anfangsbedingungen {\displaystyle X(t),\;P(t)}, deren zeitliches Verhalten eine harmonische Schwingung beschreibt.
Wichtig sind solche Zustände bei der Beschreibung von kohärenter Strahlung, da man zeigen kann, dass sich das Lichtfeld in der Quantenfeldtheorie auf harmonische Oszillatoren (einer für jede Mode des Feldes) zurückführen lässt (siehe auch kohärente Strahlung).

### Experiment

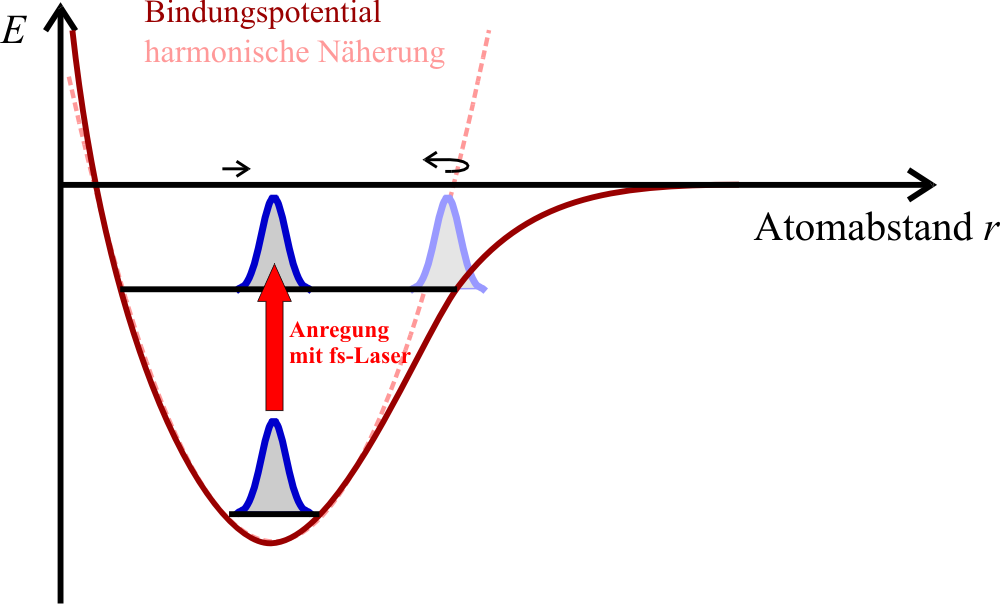
Anregung eines quasiklassischen Zustand im Molekül

In Experimenten kann in einem zweiatomigen Molekül (z. B. Wasserstoff H2), also einem Quantensystem, ein Zustand erzeugt werden, der diesem quasiklassischen Zustand nahekommt. Oben wurde bereits erläutert, dass man für die Schwingung der Kerne zweiatomiger Moleküle den harmonischen Oszillator als Näherung verwenden kann. Dazu regt man das Molekül mit Hilfe eines intensiven Femtosekundenlasers an. In der folgenden Abbildung ist das Geschehen schematisch gezeigt:
Zunächst wird mit einem Laserpuls eine tiefliegende schmale Wellenfunktion in einen höheren Energiezustand angehoben. Dort bleibt sie weiter lokalisiert und beginnt sich als quasiklassischer Zustand im Potential zu bewegen, d. h. die beiden Kerne führen (näherungsweise) harmonische Schwingungen gegeneinander aus. Zur Messung wird dann ein zweiter Puls mit einer Quantenenergie eingestrahlt, die bei genügend großem Abstand der Kerne gerade zur Spaltung des Moleküls ausreicht. Die Bruchstücke werden nachgewiesen, aus ihrer kinetischen Energie kann auf den Abstand bei der Spaltung und damit auf die genauere Form des Potentials geschlossen werden.

## Klassischer Grenzfall
Die zeitabhängigen Energieeigenfunktionen gehören zu stationären Zuständen und lassen nichts von einer harmonischen Schwingung erkennen. Jedoch geht die Aufenthaltswahrscheinlichkeit Im Grenzfall großer Quantenzahlen {\displaystyle n} in die klassische Aufenthaltswahrscheinlichkeit über. Diese klassische Wahrscheinlichkeitsdichte ist proportional zur inversen Geschwindigkeit {\displaystyle 1/v}. Je kleiner die Geschwindigkeit {\displaystyle v} des klassischen Teilchens im Potential ist, desto länger verweilt es an einem entsprechenden Ort. Die Geschwindigkeit an jedem Ort kann man direkt aus dem Energiesatz ableiten. Die folgende Abbildung zeigt die klassische und die quantenmechanische Aufenthaltswahrscheinlichkeitsdichte. Je größer {\displaystyle n} wird, desto ähnlicher werden sich die Kurven:

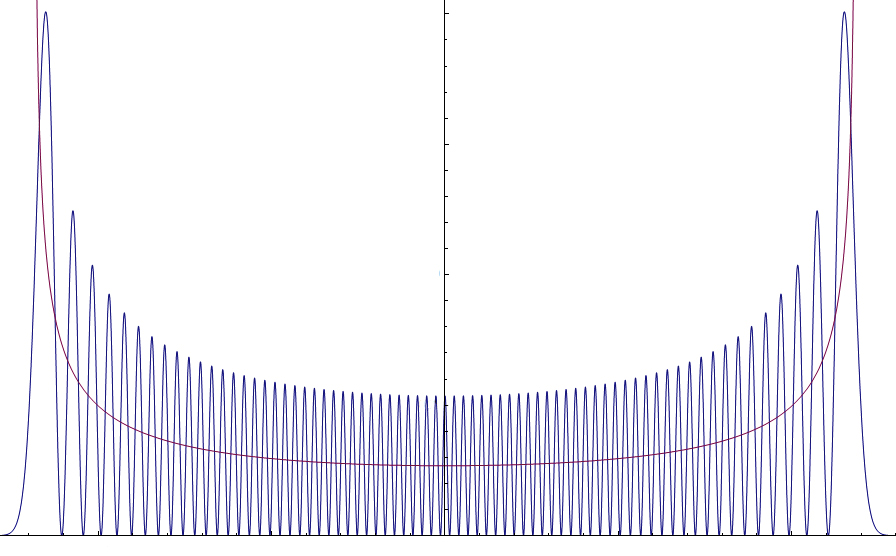
Vergleich zwischen der ortsabhängigen Aufenthaltswahrscheinlichkeitsdichte eines QM-Oszillators (blau) bei n = 70 und der eines klassischen Oszillators (rot).

## N-dimensionaler harmonischer Oszillator
Der eindimensionale harmonische Oszillator kann leicht auf den N-dimensionalen Fall erweitert werden.
Der Hamilton-Operator in {\displaystyle N} Dimensionen ist
{\displaystyle {\hat {H}}=\left({\frac {{\hat {p}}^{2}}{2m}}+{\frac {1}{2}}m\omega ^{2}{\hat {r}}^{2}\right)=\sum _{i=1}^{N}\left({\frac {{\hat {p}}_{i}^{2}}{2m}}+{\frac {1}{2}}m\omega ^{2}{\hat {x}}_{i}^{2}\right)}.
Daraus wird deutlich, dass der N-dimensionale harmonische Oszillator genau {\displaystyle N} unabhängigen eindimensionalen harmonischen Oszillatoren mit der gleichen Masse und Rückstellkraft entspricht, denn eine Summe aus {\displaystyle N} unabhängigen Eigenfunktionen für jede Koordinate nach dem obigen eindimensionalen Schema löst die Schrödingergleichung. Dies ist eine vorteilhafte Eigenschaft des {\displaystyle r^{2}=x_{1}^{2}+x_{2}^{2}+\dots +x_{N}^{2}} Potentials (vgl. Satz des Pythagoras), welches es ermöglicht die potentielle Energie in Terme zu trennen, die nur von jeweils einer Koordinate abhängen.
Die möglichen Energieniveaus ergeben sich entsprechend zu
{\displaystyle E_{n}=\hbar \omega \left[(n_{1}+\cdots +n_{N})+{\frac {N}{2}}\right]=\hbar \omega \left[n+{\frac {N}{2}}\right]}.
Zu beachten ist jedoch, dass die Energieniveaus {\displaystyle E_{n}} des N-dimensionalen Oszillators entsprechend der kombinatorischen Möglichkeiten zur Realisierung der Niveaus entartet sind. Der Entartungsgrad ergibt sich aus dem Binomialkoeffizienten:
{\displaystyle g_{n}={\binom {N+n-1}{n}}}
Diese Entartung ist nicht zufällig, sondern beruht zum Teil auf der Rotationssymmetrie des Systems. Rotationssymmetrie hat ganz allgemein zur Folge, dass Energieeigenzustände auch als Drehimpulseigenzustände gewählt werden können, deren Energien hinsichtlich der magnetischen Quantenzahl entartet sind. Speziell beim quadratischen Potential des Oszillators sind darüber hinaus auch Zustände mit geraden Drehimpulsquantenzahlen miteinander entartet, ebenso die mit ungeraden.

## Gekoppelte harmonische Oszillatoren
Betrachtet man im einfachsten Fall ein System aus zwei eindimensionalen Teilchen, welche nur durch eine harmonische Kraft {\displaystyle F=-k(x_{2}-x_{1})} aneinandergekoppelt sind, so ergibt sich dafür der Hamilton-Operator
{\displaystyle H={\frac {p_{1}^{2}+p_{2}^{2}}{2m}}+{\frac {1}{2}}\,k(x_{2}-x_{1})^{2}.}
Da {\displaystyle (x_{2}-x_{1})^{2}=x_{1}^{2}+x_{2}^{2}-2x_{1}x_{2}} eine einfache Separation der Schrödingergleichung zunächst verhindert, bietet sich eine Transformation in Schwerpunkt-Koordinaten {\displaystyle x_{1}',x_{2}'} an:
{\displaystyle {\begin{aligned}x_{1}':=&\,x_{1}+x_{2}&\qquad x_{2}':=&\,x_{2}-x_{1}\\x_{1}=&\,{\frac {x_{1}'-x_{2}'}{2}}&\qquad x_{2}=&\,{\frac {x_{1}'+x_{2}'}{2}}\end{aligned}}}
Die Impulse lassen sich durch die Impulse der Schwerpunktkoordinaten ausdrücken als
{\displaystyle p_{1}^{2}+p_{2}^{2}={\frac {p_{1}'^{2}+p_{2}'^{2}}{2}}}.
Damit gelingt die Separation des Hamiltonoperators
{\displaystyle H={\frac {p_{1}'^{2}+p_{2}'^{2}}{4m}}+{\frac {1}{2}}kx_{2}'^{2}.}
Dies entspricht einem einzelnen harmonischen Oszillator bzgl. der Differenzschwingung {\displaystyle x_{2}',p_{2}'} der 2 Teilchen (mit doppelter reduzierter Masse), wobei sich das System als Ganzes {\displaystyle (x_{1}',p_{1}')} zusätzlich wie ein freies Teilchen bewegt. Die Lösung der Schrödingergleichung führt entsprechend zu den harmonischen Energieniveaus
{\displaystyle E_{n}=\hbar \omega _{2m}\left(n+{\frac {1}{2}}\right)+E_{\text{translation}}}.
Bei einer Kette aus {\displaystyle N} derart paarweise harmonisch hintereinander gekoppelter Teilchen (eindimensionales Gitter) findet man ähnlich eine Koordinatentransformation {\displaystyle {\vec {x}}'=M{\vec {x}}} derart, dass {\displaystyle N-1} voneinander unabhängige kollektive harmonische Schwingungen (plus eine kommunale Schwerpunktsbewegung) resultieren.
Bei dreidimensionalen Kristallgittern in der Festkörperphysik führt diese Betrachtung dann zu den Phononen.

## Anwendungen
Der harmonische Oszillator ist ein wichtiges Modellsystem der Quantenphysik, da es eines der wenigen geschlossen (also ohne Näherungen und numerische Methoden) lösbaren Systeme der Quantenmechanik ist. Mit ihm können eine Reihe physikalischer Sachverhalte näherungsweise beschrieben werden:
- In der Molekülphysik erlaubt er eine Näherung der Bindungsverhältnisse zwischen Atomen und ermöglicht so z. B. eine Vorhersage über Schwingungsspektren. Dies lässt sich verdeutlichen, indem eine Bindung durch zwei über eine Feder (harmonisches Potential) miteinander verbundene Massepunkte (die Atome), die gegeneinander schwingen, dargestellt wird:

Die lineare Rückstellkraft {\displaystyle F(x)} einer solchen Feder führt auf ein harmonisches Potential {\displaystyle V(x)} (proportional {\displaystyle x^{2}}) und somit auf den harmonischen Oszillator. In realen Molekülen sieht das Potential etwas anders aus (vergleiche Morse-Potential), aber der harmonische Oszillator ist, zumindest für niedrige Schwingungsenergien, eine gute Näherung.
- Ein weiteres Beispiel ist die Torsionsschwingung des Ethenmoleküls, die in der folgenden Zeichnung dargestellt ist:

Dabei verdrillt sich sozusagen die Doppelbindung und jeweils zwei Wasserstoff-Atome schwingen drehend gegeneinander.
- In der modernen Atomphysik werden zu untersuchende Atome und Ionen in optischen Fallen bzw. Ionenfallen gefangen und gekühlt, um z. B. bei Messungen eine höhere Auflösung zu erhalten. Außerdem kann man in solchen Fallen neue Zustände der Materie untersuchen (z. B. Bose-Einstein-Kondensate, Fermi-Kondensate). Solche Fallen weisen ein, in erster Näherung, parabolisches Potential auf. Somit können Teilchen in diesen Fallen ebenfalls mit dem Modell des quantenmechanischen harmonischen Oszillators beschrieben werden.
- In der Festkörperphysik beschreibt das Einstein-Modell (nach Albert Einstein) eine Methode, um den Beitrag der Gitterschwingungen (Phononen) zur Wärmekapazität eines kristallinen Festkörpers zu berechnen. Grundlage ist die Beschreibung des Festkörpers als aus N quantenharmonischen Oszillatoren bestehend, die jeweils in drei Richtungen unabhängig schwingen können. Außerdem können Phononen auch durch eine Ansammlung gekoppelter harmonischer Oszillatoren beschrieben werden. Dabei ist jedes Atom im Kristallgitter ein Oszillator, der an seine Nachbaratome gekoppelt ist.